# З життя начальника карного розшуку
«З життя начальника карного розшуку» (рос. «Из жизни начальника уголовного розыска») — радянський художній фільм 1983 року.

## Сюжет
Вийшовши з лікарні, начальник карного розшуку міста полковник Малич (Кирило Лавров) потрапляє на новосілля сусідів по комунальній квартирі. У сусіді він впізнає колишнього рецидивіста Слєпнєва (Леонід Філатов), якого кілька років тому посадив. Зараз сусід став розсудливим, «зав'язав», і з дружиною, сином та донькою повернувся в місто своєї молодості. Сюжет фільму крутиться навколо пістолетів, які Слєпнєв перед арештом десь заховав (зброю хочуть отримати і міліція, і злочинці) і навколо сумнівів колишнього рецидивіста в моральних установках блатної молодості. Коли Слєпнєв вирішує втопити зброю в річці, його перехоплюють злочинці і зброю забирають. Вона використовується для розбійного нападу на ощадкасу, в ході якого, Слєпнєв, що випадково опинився в ощадкасі, рятує Малича, що виїхав на виклик, якого вирішує вбити загнаний в кут злочинець.

## У ролях
- Кирило Лавров —  Малич Іван Костянтинович, полковник карного розшуку
- Леонід Філатов —  Степан Петрович Слєпнєв, «Разгуляй», шофер-далекобійник, колишній злодій-рецидивіст
- Олена Проклова —  Наталія Петрівна Слєпнєва
- Наталія Гонтуар —  Аня Слєпнєва
- Олександр Продан —  Коля Слєпнєв
- Наталія Фатєєва —  Тетяна Георгіївна, вчителька, класний керівник Колі Слєпнєва
- Леонід Харитонов —  дід
- Ігор Ліванов —  Володя Пантелєєв, шофер-напарник Слєпнєва
- Юрій Чернов —  «Корито», кримінальник, спільник «Скаженого»
- Олександр Пашутін —  Уткін, шофер автобази, тимчасовий шофер-напарник Слєпнєва }}
- Михайло Жигалов —  «Скажений»
- Ірина Калиновська —  подруга Наташі Слєпнєвої
- Степан Пучинян —  епізод
- Марина Левтова —  суддя
- Інга Будкевич —  Олена, диспетчерка автобази
- Наталія Казначеєва —  Пантелєєва
- Дмитро Полонський —  спільник «Скаженого»
- Віктор Царьков —  обвинувачений в суді
- Олександр Воєводін —  епізод
- Леонід Трутнєв —  Спільник «Скаженого»

## Знімальна група
- Автор сценарію:  Ольга Лаврова і  Олександр Лавров
- Режисер:  Степан Пучинян
- Оператор: Гасан Тутунов, Олександр Ковальчук
- Художник:  Олександр Вагічев
- Композитор:  Андрій Геворгян
- Гример: Олексій Смирнов
- Диригент: Мартін Нерсесян